# Jacob Tegengren
Jacob August Tegengren, född 28 augusti 1875 i Vasa, död där 25 november 1956 (på Centralsjukhuset), var en finlandssvensk författare (främst poet), i yrkeslivet bankman. Han var bror till Karl Vilhelm och Felix Tegengren samt far till Helmer Tegengren.

## Biografi
Fadern var hovrättsråd i Vasa. Jacob Tegengren tog studentexamen 1896, blev agronom 1899 och studerade folkhögskoleverksamhet i Danmark och Sverige vilket ledde till att han var folkhögskoleföreståndare i Närpes 1901-1915. Därefter arbetade han som direktör på Nordiska Föreningsbankens filialkontor i Vörå 1915–1945. Han var bosatt i Oravais 1946–1955 men senvintern sistnämnda år flyttade han tillbaka till Vörå där också makarna Jacob och Else Tegengren fick sin grav på kyrkogården. Tegengren, som är en av svenska Österbottens viktigaste poeter, vann under sin samtid läsare även i övriga Finland och Sverige.
Hans upprördhet över Sveriges ovilja att klart ta ställning och hjälpa de vita mot de röda i det finska inbördeskriget är inte att ta miste på. I Vasabladet skrev han en bitter dikt, "Ismuren", vilken upprörde många svenska frivilliga som Walter Hülphers. Därför skrev han dikten "Till E. Walter Hülpher":
| ”                      | Sverge svek i nöden Sverges sköld är fläckad! Bittert trycker skymfen varje svensk, som ännu älskar mannabragder och med blod vill sona vad hans mor förbrutit. Han är än vår broder, dubbelt dyr i faran Tusen varma hjärtan klappa hans till möte. Aldrig skall det offer, som han modigt bjöd oss, otacksamt förgätas. Över murn, som restes, strålar oförvansklig glansen av hans gärning. | „ |
| – Vasabladet 16/3 1918 | |   |

Han var starkt religiöst färgad, och Bibeln var hans främsta litterära inspirationskälla. Tegengren skrev främst dikter, men psalmtexter och noveller hittas också i hans produktion. Han är representerad i Den svenska psalmboken 1937 med en text (Somnar jag in med blicken fäst) och i Svensk psalmbok för den evangelisk-lutherska kyrkan i Finland med tolv texter.
Vid sidan av sitt yrkesliv och författarskap var Tegengren en betydande ornitolog och arkeolog. Hans utgrävningar i forna Vasa län utgör ännu idag en viktig del av den bild som finns av den västfinländska landsdelens järnålder. Tegengren utförde för sin tid väl dokumenterade arkeologiska utgrävningar, trots att han saknade adekvat utbildning i ämnet, i Esse 1930; Kronoby 1928 och 1934; Laihela 1926; Lillkyro 1929 och 1931; Närpes 1938–1939; Purmo 1930 och Vörå 1922–1941. Därtill gjorde Tegengren arkeologiska inventeringar i de nyss nämnda orterna (utom Laihela och Lillkyro), men även i Oravais, Pedersöre, Replot och Vasa.

## Publikationer

### Skönlitteratur
- Dikter (1900)
- Nya dikter (1903)
- Miniatyrer (1904)
- Dikter : Fjärde samlingen (1906)
- Ny vår (1913)
- Lyrik (1914)
- Dikter : Sjunde samlingen (1916)
- Jord och hav : Berättelser (1918)
- Sol och Stjärnljus (1918)
- Sånger och hymner (1919)
- Rasmus Teel (Jord och hav II) (1920)
- Guldnade blad : Några tal, uppsatser och dikter (1922)
- Pärlfiskaren (1923)
- I väntan och vaka (1925)
- Den svåra vägen (1929)
- Beredelse (1931)
- Mot skuggorna (1939)
- Sista milstolpen (1946)

### Arkeologi
- Minnen från heden tid och lämningar av heden kult i Vörå. Arkiv för svenska Österbotten I:1-2 (1921) s 5-54 + kartbilaga (även särtryck)
- Gravfältet på Lågpeltkangas i Vörå. Arkiv för svenska Österbotten II:1 (1929) s 3-21
- En blick på Sydösterbotten, särskilt Vörå under järnåldern. Österbottens Årsbok 1945, s 219-230

### Biografi
- Jacob Tegengren : poet, arkeolog, ornitolog Herberts, Kjell/ Sundgren, Tatiana, 1936- (redaktörer/utgivare) Vasa : Svensk-österbottniska samfundet, 2000[2]